# Ніфай (Юта)
Ніфай (англ. Nephi) — місто (англ. city) в США, в окрузі Джуеб штату Юта. Населення — 6443 особи (2020).

## Географія
Ніфай розташований за координатами 39°42′27″ пн. ш. 111°49′56″ зх. д. / 39.70750° пн. ш. 111.83222° зх. д. (39.707421, -111.832185).  За даними Бюро перепису населення США в 2010 році місто мало площу 11,85 км², уся площа — суходіл.

### Клімат
| Клімат : Ніфай        | Клімат : Ніфай | Клімат : Ніфай | Клімат : Ніфай | Клімат : Ніфай | Клімат : Ніфай | Клімат : Ніфай | Клімат : Ніфай | Клімат : Ніфай | Клімат : Ніфай | Клімат : Ніфай | Клімат : Ніфай | Клімат : Ніфай | Клімат : Ніфай |
| Показник              | Січ.           | Лют.           | Бер.           | Квіт.          | Трав.          | Черв.          | Лип.           | Серп.          | Вер.           | Жовт.          | Лист.          | Груд.          | Рік            |
| Середній максимум, °C | 4,2            | 7,0            | 13,1           | 17,8           | 23,1           | 28,8           | 33,2           | 32,1           | 26,9           | 19,3           | 10,8           | 4,2            | 18,4           |
| Середній мінімум, °C  | −7,7           | −5,8           | −1,9           | 1,3            | 5,7            | 10,1           | 14,8           | 14,2           | 8,9            | 2,7            | −2,8           | −7,5           | 2,7            |
| Норма опадів, мм      | 33             | 34             | 41             | 42             | 41             | 25             | 19             | 23             | 30             | 40             | 31             | 33             | 393            |
| --------------------- | -------------- | -------------- | -------------- | -------------- | -------------- | -------------- | -------------- | -------------- | -------------- | -------------- | -------------- | -------------- | -------------- |
| Джерело: NOAA         |                |                |                |                |                |                |                |                |                |                |                |                |                |

## Демографія
Згідно з переписом 2010 року, у місті мешкало 5389 осіб у 1690 домогосподарствах у складі 1357 родин. Густота населення становила 455 осіб/км².  Було 1850 помешкань (156/км²).
Расовий склад населення:
| - 96,0 % — білих - 0,4 % — чорних або афроамериканців - 0,3 % — корінних американців - 0,2 % — азіатів - 0,1 % — вихідців з тихоокеанських островів - 1,5 % — осіб інших рас |

До двох чи більше рас належало 1,5 %. Частка іспаномовних становила 3,9 % від усіх жителів.
За віковим діапазоном населення розподілялося таким чином: 34,9 % — особи молодші 18 років, 54,5 % — особи у віці 18—64 років, 10,6 % — особи у віці 65 років та старші. Медіана віку мешканця становила 30,2 року. На 100 осіб жіночої статі у місті припадало 103,1 чоловіків;  на 100 жінок у віці від 18 років та старших — 97,2 чоловіків також старших 18 років.
Середній дохід на одне домашнє господарство  становив 54 968 доларів США (медіана — 53 102), а середній дохід на одну сім'ю — 59 462 долари (медіана — 56 982). Медіана доходів становила 49 735 доларів для чоловіків та 26 097 доларів для жінок. За межею бідності перебувало 11,2 % осіб, у тому числі 14,0 % дітей у віці до 18 років та 7,9 % осіб у віці 65 років та старших.
Цивільне працевлаштоване населення становило 2382 особи. Основні галузі зайнятості: освіта, охорона здоров'я та соціальна допомога — 26,9 %, мистецтво, розваги та відпочинок — 13,1 %, виробництво — 11,5 %.